# Giulio Cesare Vachero
Giulio Cesare Vachero, ou Vacchero, né à Sospel en 1586, mort à Gênes le 31 mai 1628, est un révolutionnaire italien.

## Contexte
Après l'acte de médiation de l'année 1576, la république de Gênes était demeurée divisée en deux factions. La première comprenait les familles inscrites au Livre d'or, et ayant droit de siéger au conseil, au nombre de cent soixante-dix environ. Parmi elles, les unes appartenaient à l'ancienne noblesse (tel les Doria, Grimaldi, Spinola, Centurione) ; d'autres avaient été récemment agrégées à l’aristocratie (tels les Sauli, Brignole). C'était entre elles qu'avaient éclaté les dernières dissensions calmées par l'acte de médiation. Mais un second ordre dans la république était composé des familles non inscrites au Livre d'or, parmi lesquelles on en comptait cependant plus de quatre cent cinquante, riches de cinquante à sept cent mille écus, et décorées de prélatures, de fiefs, de commanderies, et de titres de comtés et de marquisats. Les premières, orgueilleuses du privilège de posséder seules la souveraineté, affectaient beaucoup de mépris pour les secondes, qui de leur côté se croyaient sous tous les rapports leurs égales. L'acte de médiation avait bien ordonné que chaque année dix familles nouvelles seraient inscrites au Livre d'or, savoir sept de la capitale et trois des villes des deux Rivières. Mais cette loi était presque constamment éludée, ou bien le Sénat, lorsqu'il était forcé de faire un choix, n'admettait à l'inscription que des célibataires, ou des hommes sans espoir de postérité, afin de ne pas accroître le nombre des familles dominantes, ou enfin des hommes tout à fait pauvres, afin qu'ils restassent plus complétement dans la dépendance de l'oligarchie.

## Le complot
Giulio Cesare Vachero, riche marchand, supportait avec peine un état de choses qui l'excluait du gouvernement. Après avoir répandu des sommes immenses parmi la populace, il résolut d'attaquer, avec son secours, le palais du Sénat, le 1er avril 1628 ; de massacrer les sénateurs, le doge, son conseil, sa garde, et tous les citoyens inscrits au Livre d'or ; de réformer la république, et d'en prendre le dogat sous la protection du duc de Savoie Charles-Emmanuel. Le complot fut découvert le 30 mars. La plupart des conjurés eurent le temps de s'enfuir : mais Vachero et une trentaine de ses complices furent arrêtés. Accusés de conspiration contre la république de Gênes au profit du duché de Savoie, Vachero et ses complices furent condamnés et exécutés pour trahison en mai 1628, malgré l'intercession menaçante du duc Charles-Emmanuel. Son fils, Victor-Amédée, se réconcilia, par le traité de Madrid, avec les Génois (1633).

## Conséquences
Après la découverte de la conjuration de Vachero fut créé l’institut des Inquisitori di Stato (Inquisiteurs d’État), chargés de l'espionnage et la censure des imprimés. Le nouveau tribunal, présidé par un sénateur, composé de cinq nobles d'un dévouement connu et d'une expérience éprouvée, fut chargé de rechercher les attentats contre l'indépendance, la liberté et la paix de la république ; il procéda contre eux secrètement, décida sur eux arbitrairement, et leur infligea toutes les peines, excepté celle de la mort, pour la prononciation de laquelle il fut tenu de s'adjoindre les deux colléges du Sénat et des procurateurs.